# Danae Magdalini Koumanakou
Danae Magdalini Koumanakou es una socióloga y diplomática griega. Ha sido embajadora de su país en Bulgaria y en Rusia.

## Educación
Koumanakou es licenciada en sociología y ciencias políticas por la Universidad de París.

## Carrera
Danae ha sido embajadora de Grecia en Bulgaria, y a partir de 2013 comenzó a desempeñarse como embajadora de su país en Rusia.